# Élections générales britanniques de 1859
Les élections générales britanniques de 1859 se sont déroulées du 28 avril au 18 mai 1859. Ces élections sont remportées par le parti whig (dernière avant le parti libéral).

## Résultats
| Parti | Parti              | Candidats | Candidats | Candidats | Candidats | Votes   | Votes | Votes |
| Parti | Parti              | Présentés | Élus      | +/-       | %         | Nombre  | %     | +/-   |
| ----- | ------------------ | --------- | --------- | --------- | --------- | ------- | ----- | ----- |
|       | Parti whig         | 298       | 356       | -21       | 54,4      | 372 117 | 65,7  | -0,2  |
|       | Parti conservateur | 394       | 298       | +34       | 45,6      | 193 232 | 34,3  | +0,3  |
|       | Chartiste          | 1         | 0         | 0         | /         | 151     | 0,0   | -0,1  |
| Total | Total              | 693       | 654       | =         | 100       | 565 500 | 100   | =     |